# 프랑수아 뒤부아
프랑수아 뒤부아(François Du Bois, 프랑스 브루고뉴 지방 태생)는 작곡가, 마림바 솔리스트이면서 동시에 교육자, 작가 등 다양한 직업을 가지고 있다.

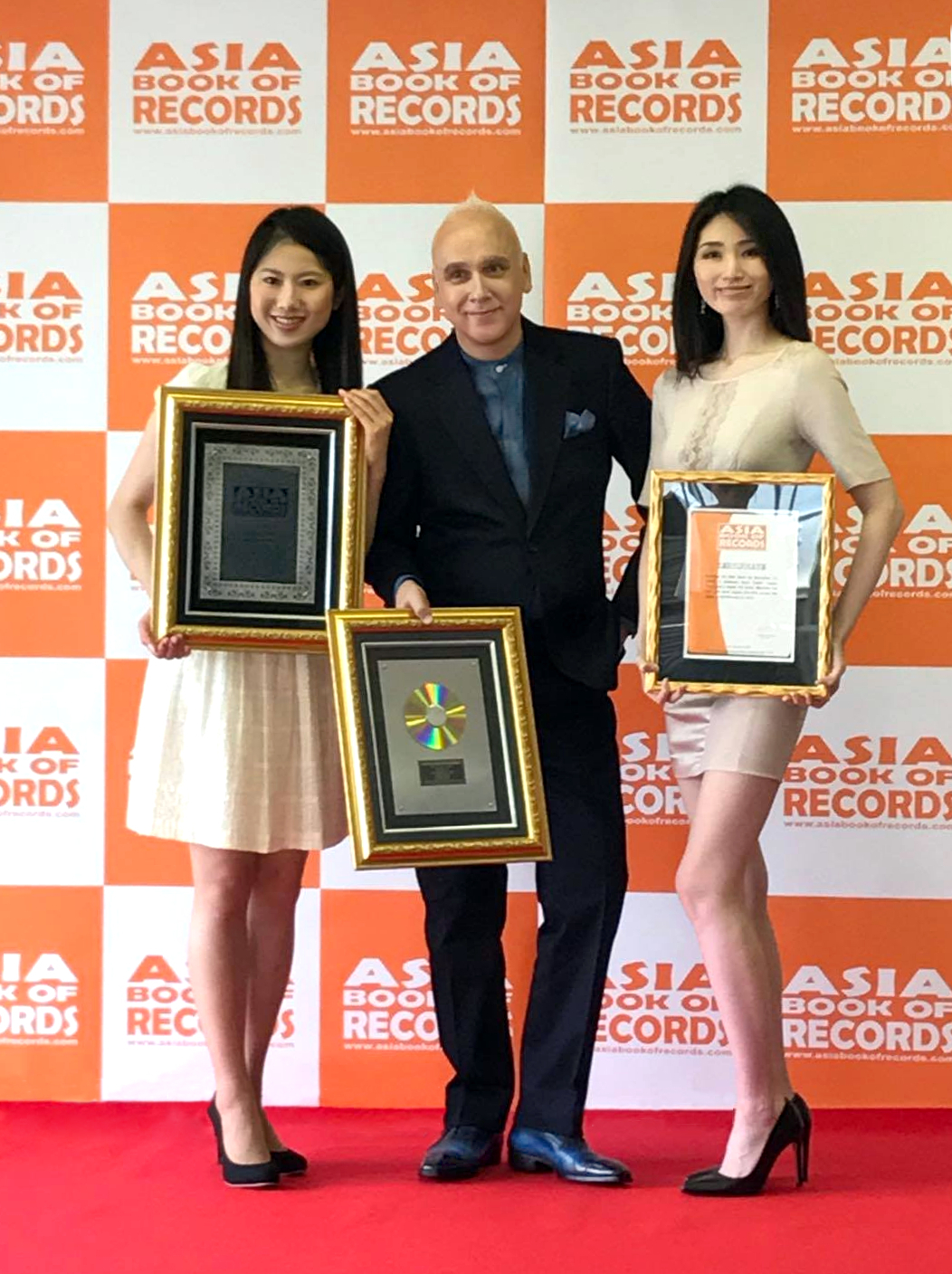
세계 신기록. 도쿄, 2017년 6월.

## 음악 데뷔
8세부터 음악을 시작하여 17세부터 프로로서 활동을 개시, 16세부터 24세까지 프랑수아 뒤부아는 교향악단의 타악기주자와 재즈드러머로서의 경력을 쌓았다. 클래식계에서는 로린마젤, 올리비에 메시앙, 무스티슬라프 로스트로포비치 등과 공연*교류하였고 재즈계에서는 리샤르 갈리아노, 트릴로크 구루투(Trilok Gurtu), 도미니크 디피아자, 어비 링컨(Abbey Lincoln) 등과 공연하였다.

## 우회로
20세 때, 파리국립고등음악원에서 공부하던 그는 기교적인 면을 초월한 고민에 빠졌다. 연주 그 자체에 깊이가 부족하다고 느낀 그는 자신이 찾아 헤매던 ‘무엇인가’를 위하여 아프리카의 브르기나파소로 갈 결심을 한다(1). 그곳에서 말라리아에 걸리는 등 생사의 갈림길에 서는 경험을 하면서 드디어 그가 추구하던 것을 찾을 수 있었다. 샤머니즘과 통하는 아프리카 음악의 진수를 배우며 음악에 대한 감성이 더욱 예민해졌다. 프랑스로 귀국하여 몇 년 후 스승인 레이 레마와 만남으로써 그의 음악수행은 드디어 막을 내린다. 레이 레마는 자이레 국립발레단(현 콩고민주공화국)의 창설자이며 유명한 가수인 동시에 작곡가이다.

## 마림바주자로서의 캐리어
캐나다 바이얼리니스트인 엘렌 콜레트(현 프랑스국립방송필하모니 관현악단 제1바이얼린)와 듀오를 결성한 바 있고 그 후, 오스트레일리아인 바이얼리니스트인 제인 피터스(차이콥스키 국제콩쿨 3위)와 듀오를 결성하여 독일 국내에서 콘서트 투어를 하였는데 엄격하기로 유명한 음악평론지, Mainzer Rhein-Zeitung에 실린 기사에는 “마림바와 바이얼린의 정점, 여기에 꽃피우다!”라는 제목으로 그의 연주를 다룬 기사를 실었다. (1990년 12월 8일자) 다음에는 피아노의 루드비히 세르미와 듀오를 결성하여 유럽 여러나라, 그리고 일본에서도 콘서트 투어를 하게 되어 처음으로 일본에 가게 된다. 이 듀오로 인기가 높은 퍼커션 그룹, “Tambours du Bronx”와도 협연하였다. 듀오 해산 후, 뒤부아는 작품활동과 CD 레코딩 작업에 집중한다.

### 그 외 듀오 활동
- 마림바/오보에: 프랑소와 루루(ob) 콘서트 마스터, 현 바바리아 라디오 방송국 교향악단 솔리스트(로린 마젤 지휘)
- 마림바/클라리넷: 패트릭 메시나(Patrick Messina), 콘서트 마스터, 프랑스 국립교향악단(쿠르트 마즈아 지휘)
- 마림바/첼로: 앙리 도말케트(VC), 콘서트 마스터
- 마림바/샤쿠하치(일본의 전통적인 목관악기의 일종) : 山本邦山(샤쿠하치), 콘서트 마스터, 동경예술대학교수
- 마림바/바이얼린: 쟌 마르크*필립 바르샤베티안(vn), 콘서트 마스터

새로운 음악적 지평을 찾아 1998년에 본격적으로 일본으로 간다. 매체에 의하면 아내와의 관계가 원만하지 않았던 것이 계기이다.(2) 게이오대학의 종합정책학부에서 작곡법 수업을 특별 개강한다. 같은 해, 14명의 마림바주자와 북주자로 엮은 “오케스트랄 도톨 펄”을 결성, 공연을 한다. 마림바의 세계적 1인자인 安倍圭子로부터 제자를 두명 소개받아 그녀들과 함께 마림바 CD로는 특이한 작품 ‘오리진’을 제작, NHK의 “스튜디오 파크에서 안녕하세요?”에 게스트로 등장, 천만명의 시청자 앞에서 라이브 연주를 한다.
2013년 10월 천태종 메구로후도손류센지에서 특별 허가를 받고 승려의 참여하에 뒤부아의 봉헌 연주가 수록되었다. 이것은 지카쿠대사 서거 1150년 기념과 관세음보살 동상 복구를 기념해서 열린 것으로, 상당히 이례적인 사건이었다. 전통 기공법을 베이스로한 명상용음악 "메디타 음악 "이라는 새로운 장르를 확립하였다.
이 음악은 이듬해 2014년 9월에 일본 콜럼비아사에서 더블 CD 앨범 「다이브 인투 사일런스」로 발매되었다.
특별한 싱글로 발표된「다이브 인투 사일런스-에크레르시」는 마림바 CD 매출 세계 1위 (80,300 장) 로 아시아 북 오브 레코드에 세계 기록으로 인정되었다.
2019년 9월에 발매된 저서 "작곡의 과학"을 구입한 독자에 대한 특전으로 앨범 "그눈 카위"를 발매. 일반 음악시장에는 판매하지 않는 프리미엄 앨범이다. 그리고 저서는 베스트셀러가 되었다.
FESPACO 2021 페스티벌에서 오우마로우 간다 상을 수상한 영화 "La Traversée"의 음악을 작곡했다.
2022년에 그는 Kodansha Bluebacks Editions(과학 컬렉션) "the science of instrumentals"(여러 판)에서 새 책을 발표했다. 같은 해, 명상을 위한 오리지널 작곡 4중주인 "La légende de la forêt" 앨범이 발매되었다. 영감의 원천: 텐구가 사는 숲.
통합판은 "작곡의 과학"과 "악기의 과학"의 베스트 셀러 에디션에 이어 2022년 6월 24일에 출판되었다.

## 수상경력
- 파리시 퍼커션 콩쿨, 심사위원 만장일치로 1위 수상
- 프랑스 재단상
- 1993년 Legion Violette 훈장의 음악부문 금장수장, 국회의사당 상원에서 수여식(프랑스공화국 대통령 이름으로 수여)
- 그 외 다수

## 마림바 교본
프랑수아 뒤부아는 마림바 악기사상 처음으로 완전한 교본을 썼다. 3권에 걸친 ‘4개의 마렛트(타구봉)에 의한 마림바연주’는 IMD출판에서 발매, 安倍圭子가 서문에 ‘마림바에 대한 접근에 독창성이 있는, 매우 흥미로운 방법’이라고 썼다.

## 음악 목록
- TBMT: 피아노2대, 퍼커션2대
- Entre deux mondes: 레이 레마, 리샤르 갈리아노, 프랑소와 루루 등
- L’ heure nuptiale: 파리 마들렌 성당의 파이프 오르간을 위한 곡
- DP4: 샤쿠하치 주자인 山本邦山과 협연
- Marimba Night: 오케스트랄 도톨 펄의 라이브 녹음
- Origine: 마림바 2대와 북의 트리오
- 다이브 · 인투 사일런스 : 일본 콜럼비아사, 2014년. 메구로후도손류센지에서 수록
- 다이브 · 인투 사일런스 ~ 프리미엄 ~ 에크레르시: D-Project, 마키노 출판, 싱글 CD, 2015년. 메구로후도손류센지에서 수록
- 다니엘 고욘느의 "Lueurs bleue" "Il y a de lOrange dans le bleu"에서 토리로크 그루투, 루이스 스크라비스 등과 같이 공연.
- Gunung Kawi: D-Project/코단샤 2019, 메디타 뮤직 제 2 탄앨범. ("작곡의 과학"에 대한 부록)

## 영화
- <Lost in Translation> (우리말 제목 - 사랑도 통역이 되나요?)(소피아 코폴라 감독, 아카데미 각본상 수상)
- <La Traversée> 라 트라버세 (드보와 작곡) 이렌 타셈베도 감독

## 뒤부아 메소드
- 오랫동안 교사와 음악가, 그리고 근년에는 무술가로서의 경험을 살려 뒤부아 메소드라고 하는 캐리어 교육(혹은 캐리어 매니지먼트) 방법을 개발하였다. 메소드가 처음 사용되기 시작한 것은 게이오대학에서 열렸던 뒤부아의 강좌, <퍼스날 캐리어 매니지먼트(Personal Career Management)>이다. 이 강좌는 당시 鳥居 학장 및 당시 닛산자동차의 카롤로스 곤 사장의 이해와 협조에 힘입어 개강되었다.

2003년에는 <퍼스날 캐리어 디자인-뒤부아 메소드>라고 명칭을 바꾸었고 2004년부터 록뽕기 힐즈에 있는 아카데미힐즈에서 사회인 대상의 강좌를 개시한다. 2005년부터 주식회사 D-Project가 뒤부아 메소드 강좌의 운영을 담당하게 되면서부터 관공서를 비롯하여 여러 기업이나 교육기관에서 강의를 해오고 있다.
뒤부아 메소드는 기업인이나 경영자를 위하여 창조성과 활력을 끌어내는 능력을 개발하는 것이 목적이다. 사람이 가지고 있는 기력, 체력, 감성, 지력의 네 가지 요쇼의 균형을 잡는 것이 뒤부아 메소드의 열쇠이다. 메소드 수업은 위크샵 형식으로 진행되며 다음 네 가지 요소로 구성되어 있다.
1. 게임
2. 중국무술 및 중국의학이론에 기초를 둔 운동
3. 인지신경과학이론에 기초를 둔 토의
4. 아프리카 음악이론에 기초를 둔 음악 워크

뒤부아의 저서에는 이 메소드의 이론을 기본으로 하여 일상생활에서 응용하는 방법이 쓰여 있다.

## 무술
또 뒤부아는 중국 무술가(무당 내가권 국제 계승자)로서도 활동하고 있다. 2008년부터 2009년에 걸쳐 도교의 성지인 중국 후베이성 우당산(세계유산)에서 수행한 경험도 있다. 현재 동경에 있는 교실에서 우당식 무술을 지도하고 있다. 지도를 맡은 제자들은 국제 무술 연맹 주최 세계 전통 무술 대회에서 2010년 대회 메달 4 개, 2012년 대회 메달 7 개를 획득하였다. 2012년 대회에서는 일본 대표단의 단장을 맡았다.

## 저널리즘
- 요미우리 신문: <요미우리 위클리> 칼럼연재, 아시아문화음악담당 2003~2004년
- 아사히 신문: <아에라 English> 칼럼연재, 캐리어 디자인 관계 2005~2006년
- 재팬 타임즈: <재팬 타임즈 주니어> 칼럼연재, 캐리어 디자인 관계 2007년
- 닛케이 신문: <이코노미> 온라인 칼럼연재, 캐리어 디자인 관계 2008~2009년
- 아사히 신문: "잡라보"칼럼 연재, 커리어 디자인 관계, 2010년 - 2011년.
- 가정의 빛 협회: "가정의 빛"칼럼 연재, 2011년 - 2012. 일본경제신문: "다이브 인투 사일런스", 2015년 1월 12일. "유호비카": 컬러 대특집 15 페이지, 신곡 '다이브 인투 사일런스 프리미엄 ~ 에크레르시 "부록 CD 포함, 2015년 4월호.
- 「출몰! 아도마칙 천국」TV 도쿄: 1 위에 거론됨. 2015년 2월 21일.
- 재팬 타임즈 - "마림바에서 커리어 디자인까지", 2016년 3월 14일

## 저서
- <당신은 훨씬 낫게 살 수 있다.> 三笠書房
- <연인 만드는 법> 그라프社
- <“안 되는 나”가 바뀌는 책> WAVE 출간
- <일본인에게는 가르쳐주지 않는 외국인 TOP의 비즈니스 기술> 請談社
- <뒤부아 사고법> 다이아몬드社
- <언제나 좋은 방향으로 일이 풀리는 1%의 사람들> 청춘출판사
- <운명을 바꾸는 재능을 발견하는 법> 매거진하우스
- <풍성한 삶을 사는 데에 중요한 것과 그렇지 않은 것> 다이아몬드社
- <몸을 움직이면 마음이 정답을 말한다> 청춘출판사
- 「태극권이 가르쳐 준 인생의 보물 - 중국 우당 산 90 일간 수행의 기록」(코단샤 문고)
- 「프랑스 인 멘토가 짚어주는 매직 포인트 49 : 인생! 네 감각으로 살아라! 」 (계명사, 한국어)
- 「발상법과 사는 법 : 뒤보아 선생님과 글로벌 CEO들과의 대화」(신세계 출판사, 중국어)
- 「작곡의 과학-아름다운 음악을 만들어내는 이론과 법칙」 (코단샤 블루백스, 일본어)

## 참고 문헌
1. 크리에이트 2005년 10월 11일호
2. 세이 2006년 10월호

1. ↑  “FESPACO 2021 : COMMISSION JURY OFFICIEL” (PDF). 《Fespaco.org》. 2023년 1월 31일에 원본 문서 (PDF)에서 보존된 문서. 2022년 6월 9일에 확인함.
2. ↑  https://www.amazon.co.jp/ebook/dp/B0B3X93CJR/